# Mrauk U
Mrauk U (birman : မြောက်‌ဦးမြို့, MLCTS : mrauk u: mrui., prononcé /mjaʊʔ ú mjo̰/ en birman), aussi appelée Mrohaung, est une ville de Birmanie située dans le Nord de l'État d'Arakan. Son origine est très ancienne : vers 1500 avant notre ère. Elle fut la capitale du royaume du même nom, entre 1431 et sa prise par les Birmans en 1785.
C'est un site majeur de l'Asie du Sud-Est qui connaît son apogée à la fin du XVIIIe siècle.

## Géographie
La ville se situe à l'ouest de la Kaladan. Elle est entourée de collines au nord et au sud. La région est une importante productrice de riz, seulement dépassée par le delta de l'Irrawaddy.

## Histoire

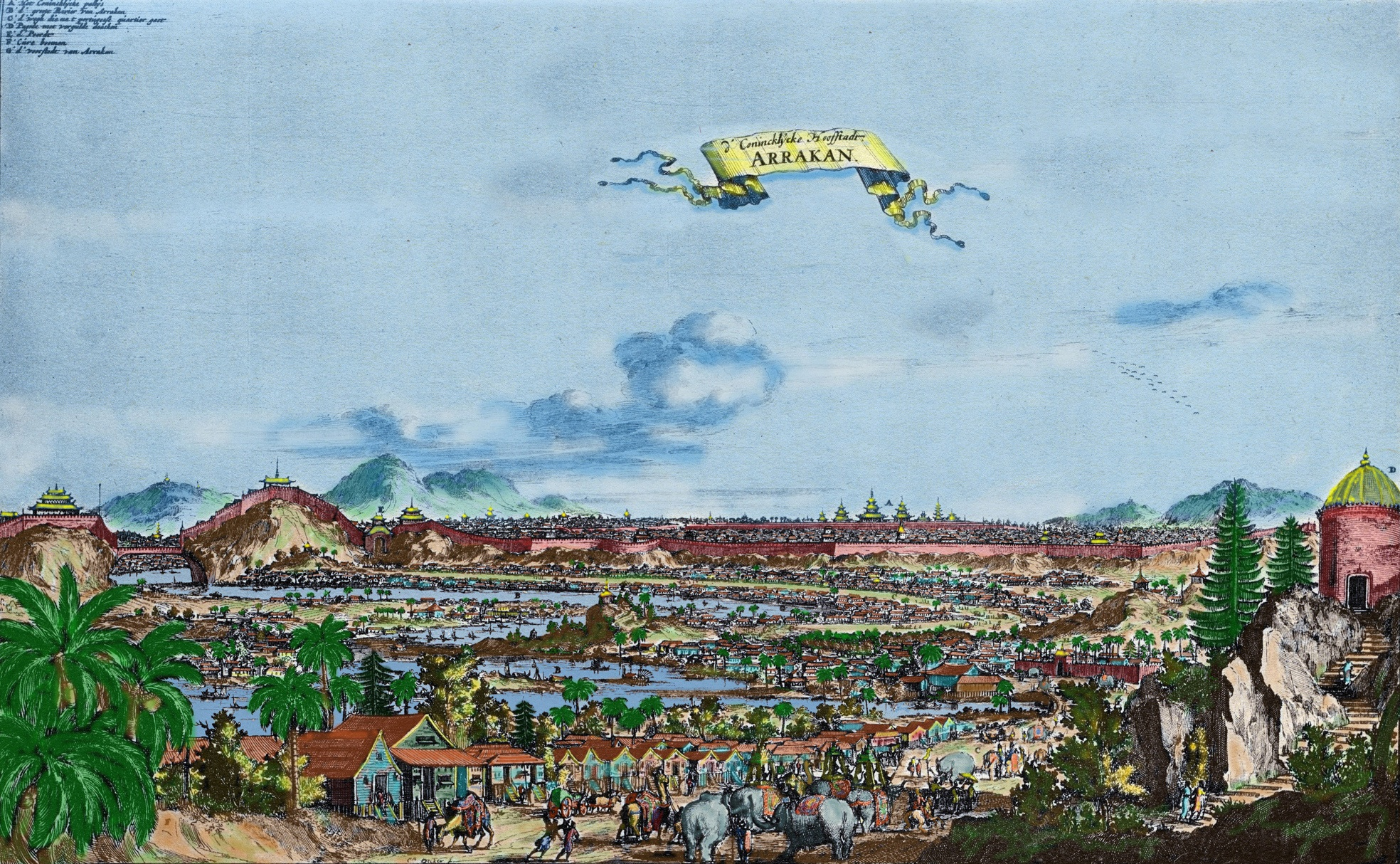
Vue de Mrauk-U, autrement dite Arrakan (cité d'Arrakan). Au premier plan le quartier portugais de Daingri-pet. In Wouter Schouten : Oost-Indische Voyagie, t.o. p. 148. 1676.

En 1431, le roi Min Saw Mon fit de Mrauk U la capitale du dernier royaume d'Arakan unifié. La ville compta jusqu'à 120 000 habitants au milieu du XVIe siècle. Elle avait des relations commerciales avec le Portugal, les Pays-Bas, Ava, Pégou, l'Arabie, la Perse et l'Inde. Elle échangeait notamment du riz, du coton, des rubis, des éléphants, des chevaux, des esclaves, de l'ivoire, des cauris et des épices.
Au moment de son expansion maximale, Mrauk U contrôlait la moitié de l'actuel Bangladesh, y compris Dhaka et Chittagong, l'actuel État d'Arakan et tout l'ouest de la Basse-Birmanie. Durant cette période, ses rois émettaient des monnaies marquées en arakanais, en caractères coufiques et en bengalî. Ils utilisent également, bien que bouddhistes, un nom de règne musulman jusqu'en 1635. 
Ils construisirent de nombreux temples et stûpas, dont beaucoup subsistent aujourd'hui. Les plus célèbres sont le temple de Shitthaung (Temple des 80 000 images ou Temple de la Victoire), le temple de Htukkanthein (Salle d'ordination de Htukkan), le Koe-thaung (Temple des 90 000 images) et les cinq pagodes de Mahn.
Le roi birman Tabinshwehti attaqua en vain Mrauk U en 1546-1547. En 1784 le roi Bodawpaya envoya contre elle une expédition commandée par son fils, qui s'en empara le 2 janvier 1785. La ville resta sous domination birmane jusqu'à la Première guerre anglo-birmane, à l'issue de laquelle elle passa avec le reste de l'Arakan sous domination britannique (1826). Sa population ne comptait plus alors qu'environ 20 000 habitants.
Aujourd'hui Mrauk U est un site archéologique et touristique majeur, à deux jours de Rangoun ou 3 à 5 heures de bateau depuis Sittwe.

## Temples de Mrauk U
La liste suivante présente les constructions religieuses les plus notables de la ville et de ses alentours.
- Temple de Shitthaung
- Temple de Htukkanthein
- Temple de Koe-Thaung
- Temple Andaw-Thein
- Temple de Le-myet-hna
- Pagode des cinq Mahn
  - Pagode de Mingala-Mahn-Aung
  - Pagode de Ratna-Mahn-Aung
  - Pagode de Sakya-Mahn-Aung
  - Pagode de Lawka-Mahn-Aung
  - Pagode de Zina-Mahn-Aung
- Temple de Sanda Muni
- Monastère Bandoola Kyaung

Bien que les monuments soient principalement bouddhiste, il en existe aussi d'autres religions, notamment la vieille mosquée Santikan, construite sous le règne de Min Saw Mon au sud-ouest de la ville.

## Galerie

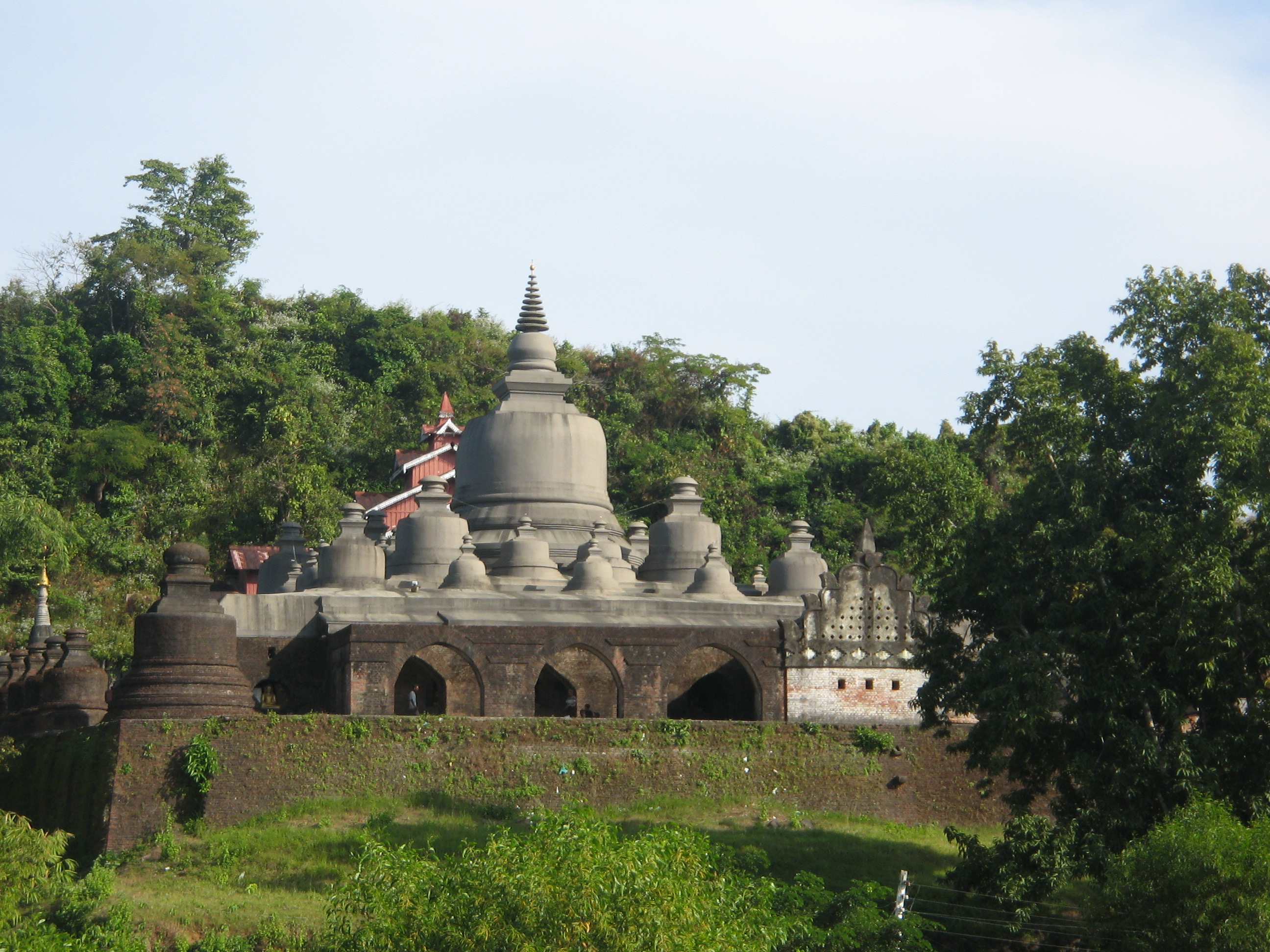
Temple de Shitthaung.
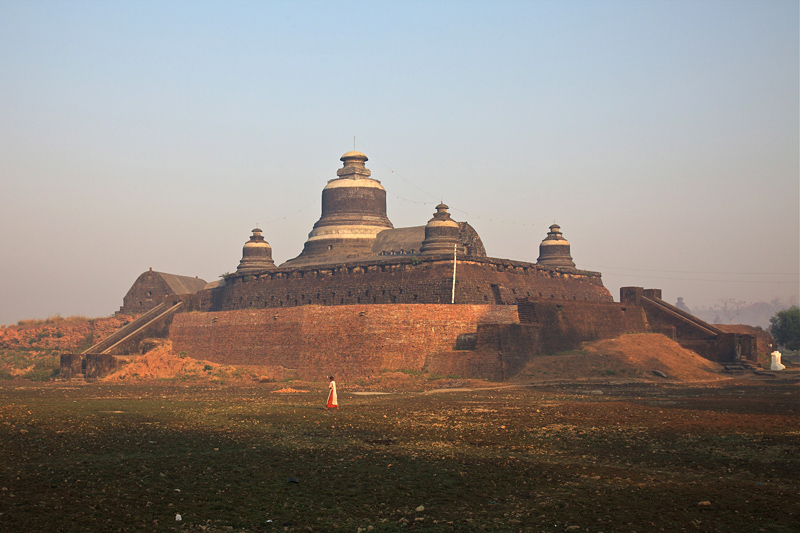
Temple de Htukkanthein.
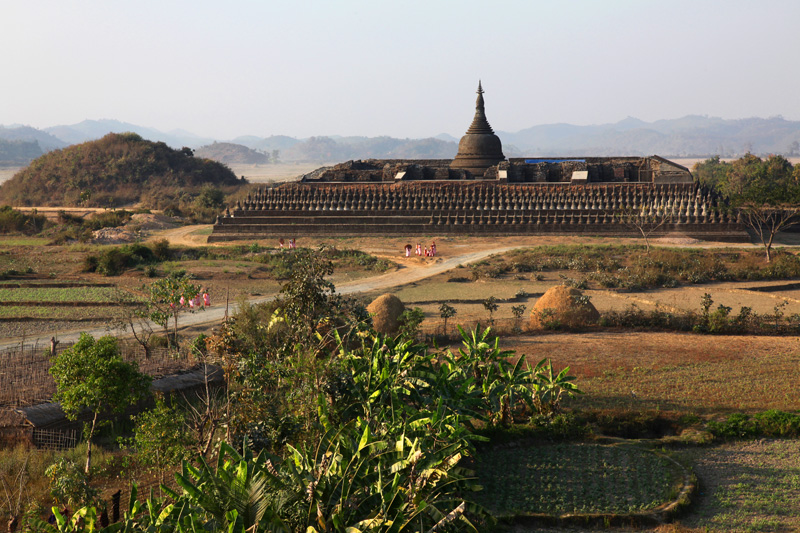
Temple de Koe-thaung.
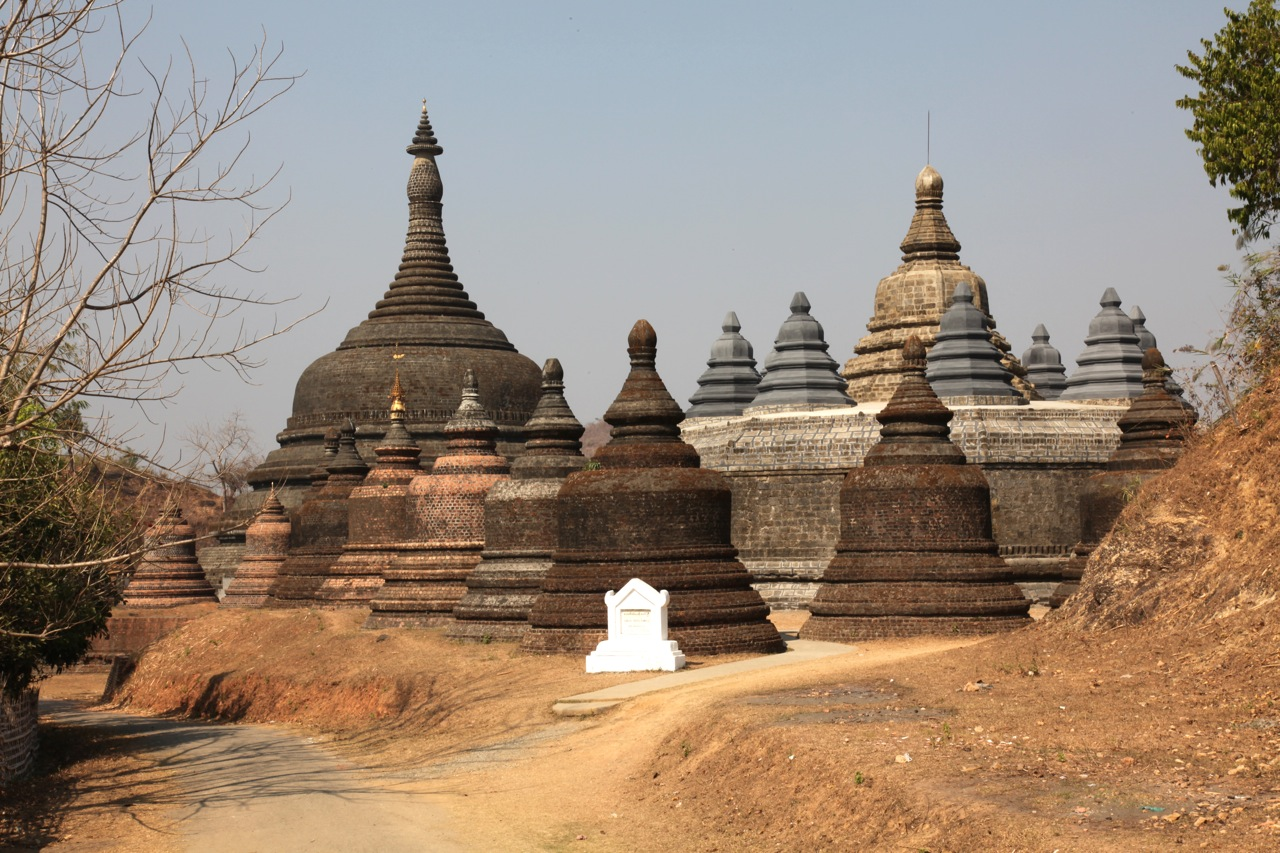
Salle d'ordination Andaw-thein.
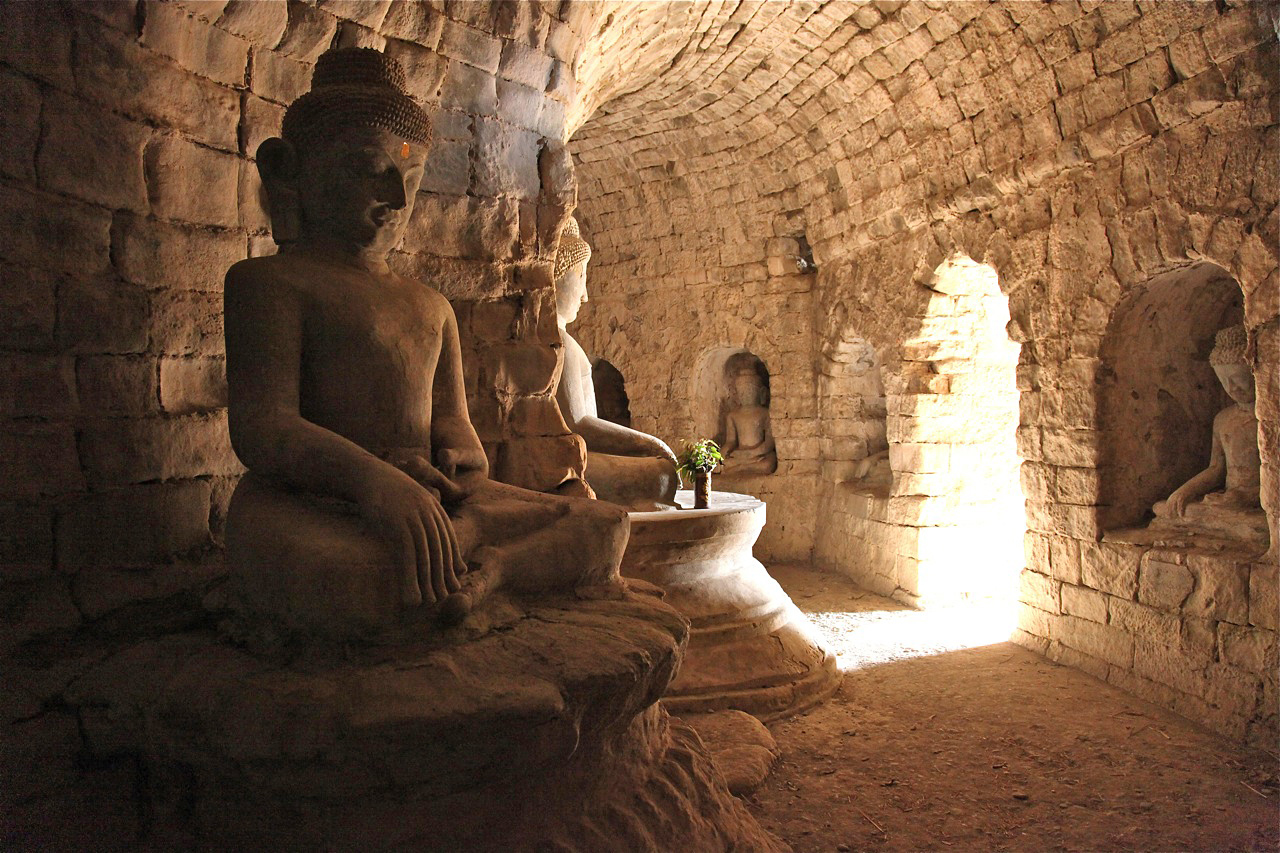
Temple de Le-myet-hna.
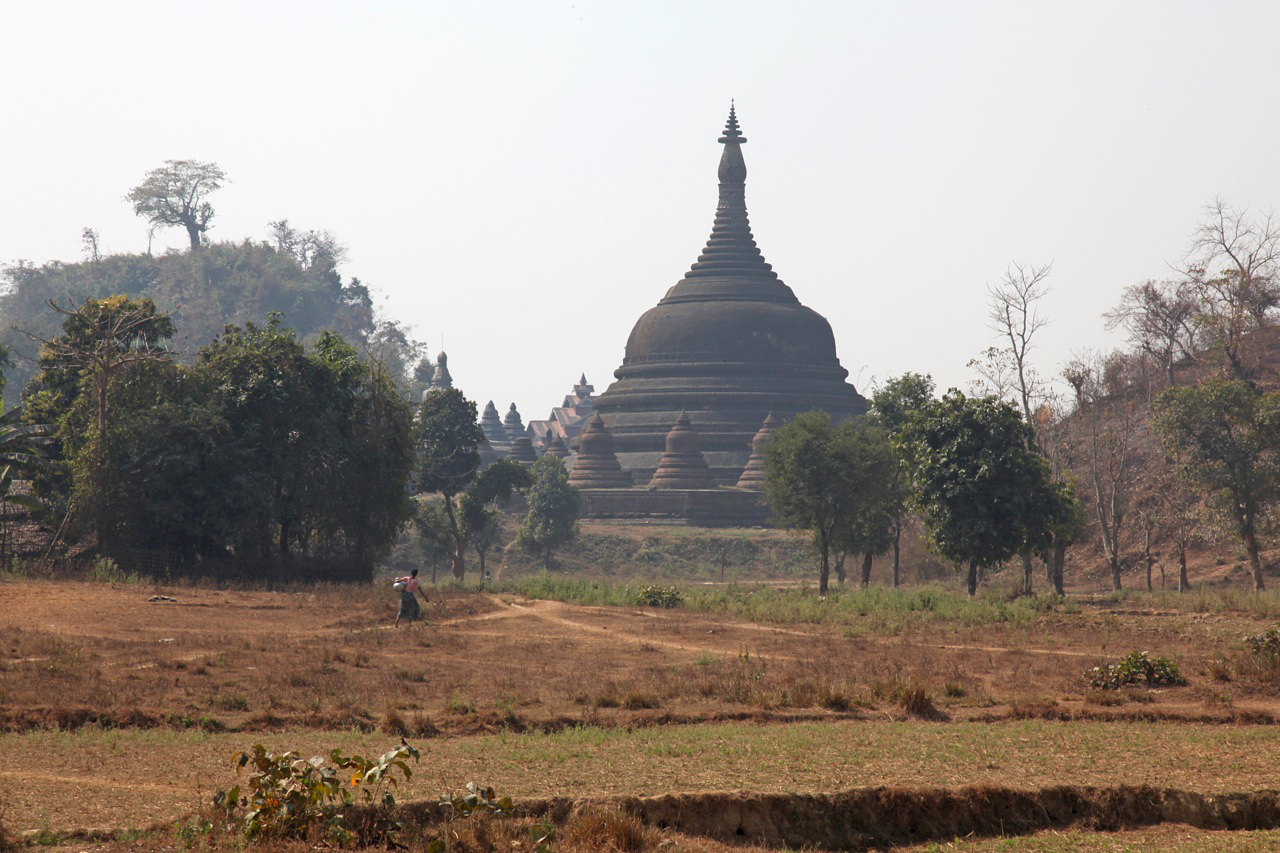
Pagode de Ratna-Mahn-Aung.
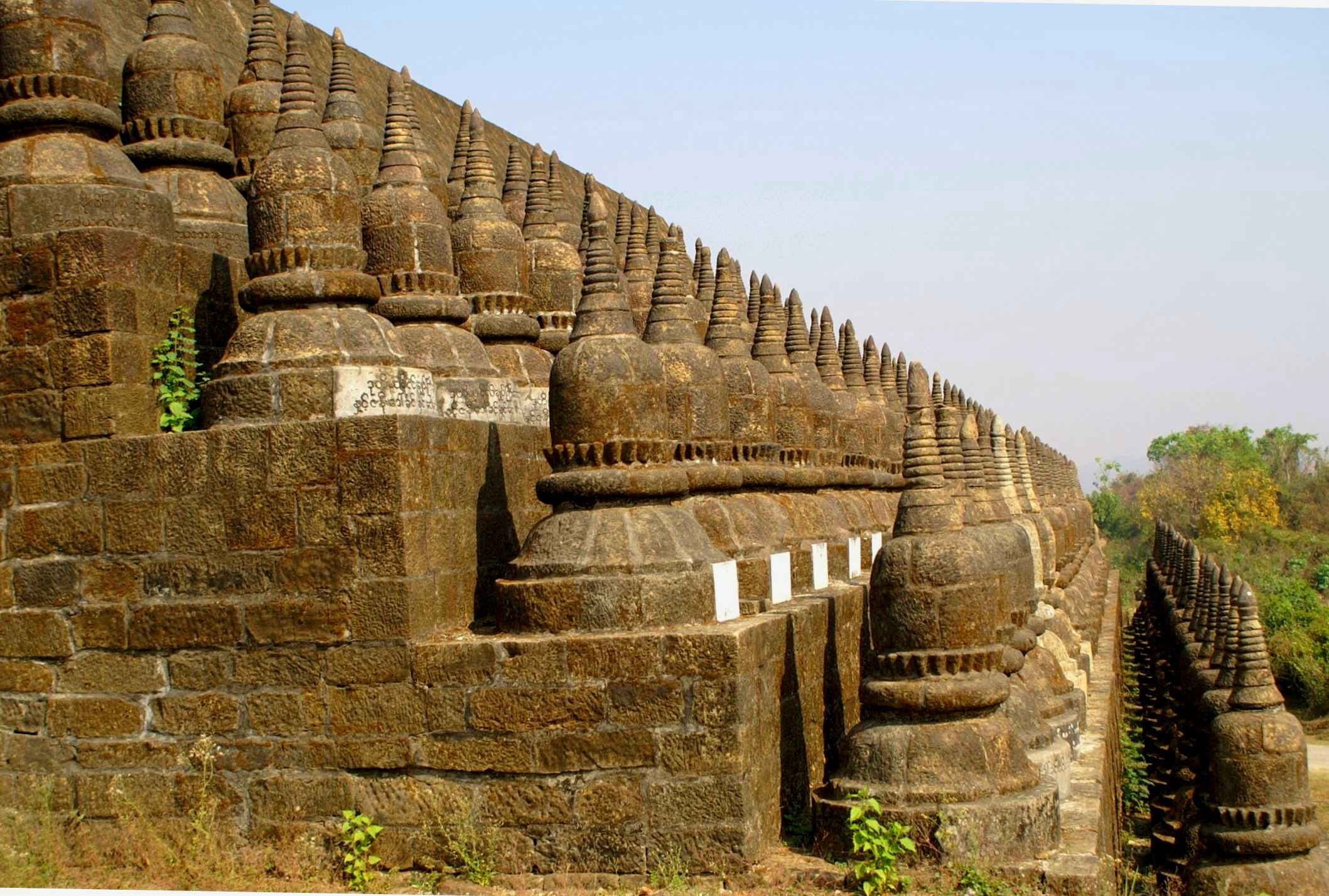
Temple de Koe-thaung.